# Tigers de Hamilton (football canadien)
Pour les articles homonymes, voir Tigers de Hamilton (homonymie).
Les Tigers de Hamilton sont une ancienne équipe de football canadien basée à Hamilton en Ontario (Canada). Ils ont été membres de la Ontario Rugby Football Union (ORFU) de 1883 à 1906 et de 1948 à 1949 et de l'Interprovincial Rugby Football Union (IRFU) de 1907 à 1947. Le club a été membre fondateur de l'ORFU en 1883 et de l'IRFU en 1907. Au cours de leur existence, les Tigers ont gagné cinq fois la coupe Grey et deux fois le championnat du Dominion, prédécesseur de la coupe Grey. Après avoir été en concurrence avec un autre club de leur ville, les Wildcats de Hamilton, et dans une situation financière difficile, ils fusionnent avec ceux-ci pour former les Tiger-Cats de Hamilton, équipe encore existante aujourd'hui.

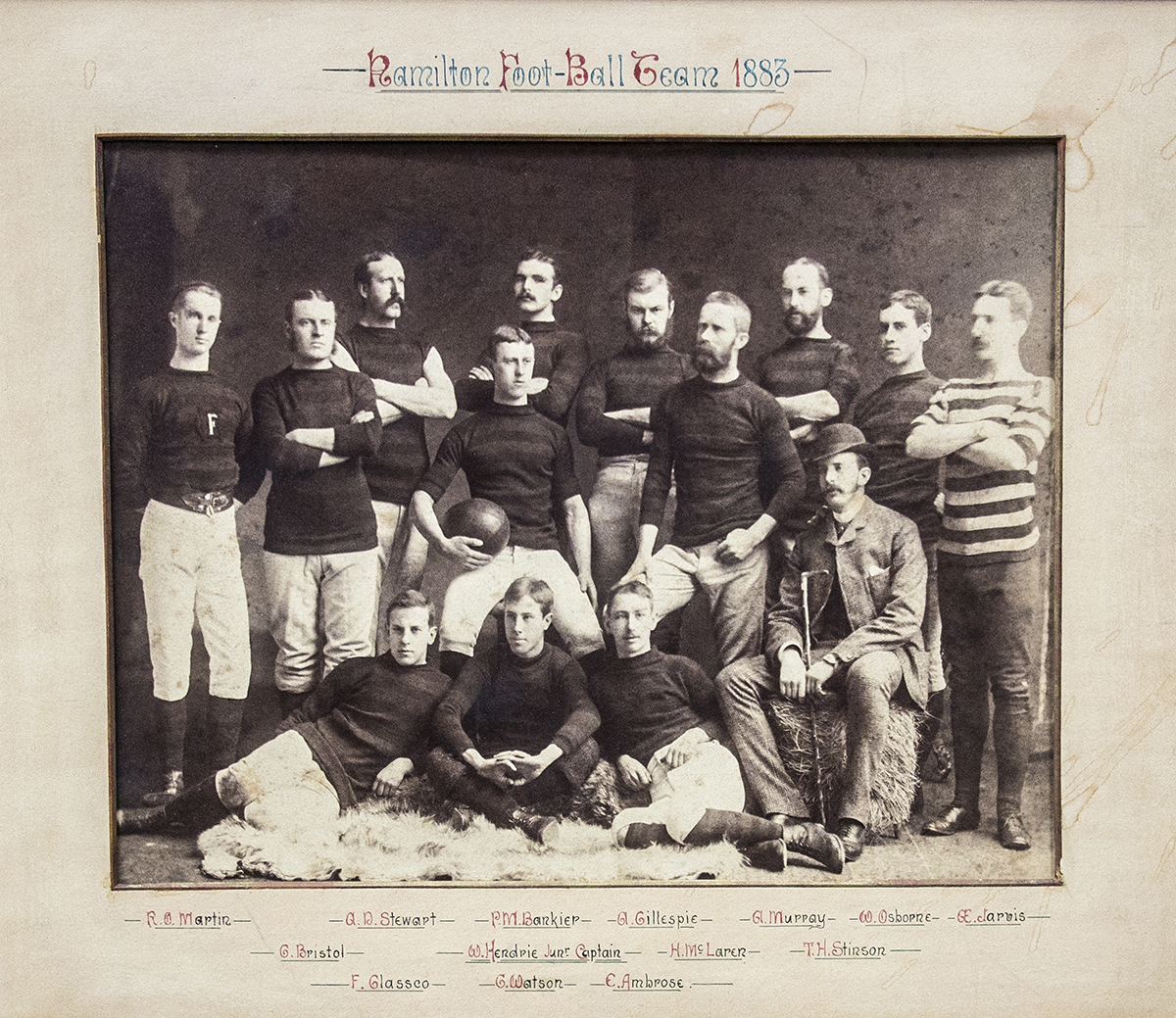
Le Hamilton Football Club en 1883

## Histoire

### Fondation
On place la fondation du Hamilton Football Club au 3 novembre 1869 dans un local situé au-dessus du George Lee’s Fruit Store au centre-ville de Hamilton. Arborant les couleurs noir et jaune, ils jouent leur premier match le 18 décembre suivant contre l'équipe du 13th Battalion Volunteer Militia, maintenant nommé le Royal Hamilton Light Infantry. Ils constituent ainsi un des plus anciens clubs de football en Amérique du Nord. À partir de 1873, l'équipe est connue sous le nom de Tigers.

### Ontario Rugby Football Union (1883-1906)
En janvier 1883, plusieurs clubs ontariens, dont les Tigers, mettent sur pied une organisation appelée la Ontario Rugby Football Union en vue d'organiser la compétition entre les clubs et déterminer un champion provincial. Jusqu'en 1898 l'ORFU ne joue pas selon un calendrier régulier, mais organise une série de matchs éliminatoires jusqu'à tant qu'un champion soit déterminé. Les Tigers se rendent jusqu'à la finale de l'ORFU six fois entre 1887 et 1894, mais ne la remportent qu'une seule fois, soit en 1890 contre l'Université Queen's,. En 1897, les Tigers remportent de nouveau le championnat de l'ORFU, encore une fois contre Queen's. Cette année-là, ils participent pour la première fois au championnat du Dominion, un match joué irrégulièrement depuis 1884 entre le champion de l'ORFU et celui de la Quebec Rugby Football Union (QRFU). Hamilton s'incline 14-10 contre l'équipe de l'Université d'Ottawa (en).
Entre 1898 et 1902, les Tigers jouent le calendrier régulier de l'ORFU, mais ne terminent jamais en première place. Ils abandonnent même la compétition après un match en 1902, invoquant le manque de joueurs et des revenus insuffisants. De retour en 1903 alors que l'ORFU est réduite à trois équipes, ils remportent tous leurs matchs mais il n'y a pas de championnat du Dominion cette année-là en raison d'un conflit entre l'ORFU et la QRFU sur les règles de jeu à employer. Ils répètent l'exploit de remporter tous leurs matchs les trois années suivantes, obtenant 20 victoires contre aucune défaite sur quatre saisons, mais ce n'est qu'en 1906 qu'un championnat du Dominion est enfin tenu, et les Tigers l'emportent 29-3 contre l'Université McGill. Avec ce championnat national, les Tigers confirment leur statut d'équipe dominante au Canada depuis quelques années. Durant cette période, leur joueur vedette est Art Moore, un coureur redoutable qui établit plusieurs records. Il joue avec les Tigers de 1903 à 1910.

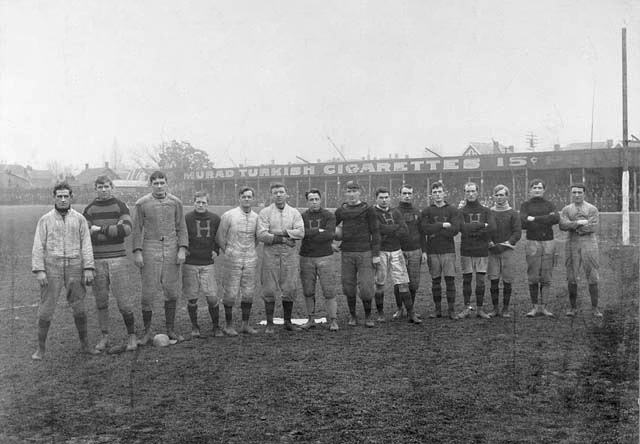
Les Tigers de Hamilton vers 1906

### Interprovincial Rugby Football Union (1907-1948)
En septembre 1907 les Tigers sont au nombre des quatre équipes qui fondent la Interprovincial Rugby Football Union (IRFU, communément appelée le Big Four). La nouvelle ligue représentera pendant plusieurs décennies le plus haut niveau de football dans l'Est du Canada. Durant les neuf premières saisons de l'IRFU, soit jusqu'à l'interruption des activités due à la Première Guerre mondiale, les Tigers terminent six fois au premier rang de la ligue. Ils sont champions du Dominion en 1908, puis remportent deux fois la nouvelle coupe Grey, le nouveau titre du championnat national. En 1908, ils défont l'Université de Toronto 21-17, puis en 1913 ils battent le Toronto Parkdale 44-2, et enfin en 1915 ils l'emportent 13-7 sur le Toronto Rowing and Athletic Association (en).
Le 11 décembre 1909, lors du premier match de football canadien de haut niveau joué aux États-Unis, les Tigers rencontrent le club d'Ottawa au Van Cortlandt Park de New York. Ce match, présenté à l'invitation du New York Herald, a permis aux Américains de découvrir la version canadienne de leur football. Il a été remporté par Hamilton 11 à 6,.
Lors de la reprise des activités en 1919, les Tigers se retrouvent de nouveau l'équipe ayant le plus de succès dans l'IRFU. Sur les 17 saisons disputées entre 1919 et 1935, ils terminent 9 fois en tête du classement, plus du double des 4 championnats des Argonauts de Toronto. Ils se qualifient pour le match de la coupe Grey de 1927 ; bien que largement favoris, ils subissent la défaite 9-6 contre le Balmy Beach de Toronto, membre de l'ORFU. L'année suivante, ils se reprennent en défaisant de manière décisive les Roughriders de Regina à domicile par un pointage de 30 à 0. Les Tigers répètent l'exploit contre le même club en 1929, les battant 14 à 3.
Trois ans plus tard, en 1932, les Tigers se retrouvent encore une fois en finale de la coupe Grey contre Regina. Le match a lieu, comme ceux de 1928 et 1929, sur leur terrain des Hamilton AAA Grounds. Les Tigers dirigés par Billy Hughes l'emportent encore une fois par le pointage de 25-6. Les Tigers se retrouvent en finale de la coupe Grey pour la dernière fois en 1935, mais ils sont alors battus par les Pegs de Winnipeg par 18-12.
Au cours des années suivantes, les Tigers obtiennent moins de succès et terminent cinq saisons de suite au troisième rang de l'IRFU, à chaque fois devançant uniquement le club de Montréal. Avec l'entrée en guerre du Canada en septembre 1939, plusieurs joueurs des différents clubs s'enrôlent dans les forces armées. Les Tigers font partie des équipes les plus touchées, et en 1941 doivent se retirer de l'IRFU, laquelle cesse alors ses activités. Un club, appelé les Wildcats, est alors formé pour représenter Hamilton dans l'ORFU et il utilise plusieurs des anciens joueurs des Tigers. Les Tigers reprennent la compétition, comme le reste de l'IRFU, en 1945, mais éprouvent de grandes difficultés sur le terrain. Pour les trois saisons de 1945 à 1947, ils ne remportent que trois matchs sur les 30 qu'ils disputent. Dans le but de redresser leur fortune, les Tigers font signer un contrat au quart-arrière Frank Filchock (en), récemment banni aux États-Unis pour une affaire de paris. Le salaire de 7 000 dollars consenti à Filchock est nettement au-dessus de ceux payés (plus ou moins ouvertement, car les joueurs sont encore officiellement des amateurs) aux autres joueurs. Pour les aider à payer le salaire de Filchock, et compte tenu de son jeu spectaculaire qui attire les foules, les Tigers exigent que les autres équipes leur remettent un pourcentage des revenus de vente de billets. Aux assises de la ligue tenues en mars 1948, aucune entente n'est trouvée et les Tigers se retirent de l'IRFU qui accepte à leur place les Wildcats.

### Retour à l'ORFU (1948-1950)
Pour la saison 1948, les Tigers doivent revenir dans l'ORFU, un circuit de calibre inférieur, prendre la place que les Wildcats ont libéré en étant acceptés dans l'IRFU. Cependant, ils peuvent encore compter sur leur joueur vedette Frank Filchock et réussissent une saison parfaite de neuf victoires en autant de matchs. Ils échouent cependant en éliminatoires, à cause d'une blessure à Filchock. L'année suivante, les Tigers perdent Filchock, qui est engagé par les Alouettes de Montréal. Malgré la perte de leur joueur vedette, les Tigers dominent la saison régulière, mais se heurtent aux Alouettes en éliminatoires.

### Fusion avec les Wildcats
Finalement, après deux saisons passées à se faire concurrence dans le même marché, les Tigers et les Wildcats décident en janvier 1950 de fusionner. La nouvelle équipe porte le nom de « Tiger-Cats ».

## Stade
Les Tigers ont d'abord joué sur le terrain du Maple Leaf Baseball Club sur Upper James Street. À partir de 1872, et pour tout le reste de leur existence, ils évoluent au Hamilton Cricket Grounds, renommé Hamilton AAA Grounds en 1910.